# La Bandina
La Bandina es un grupo asturiano de música folk.
Comenzaron su andadura en el año 1996 con la intención de recrear las tradicionales bandines de principios del siglo XX en Asturias, que tocaban piezas tradicionales dedicadas esencialmente al baile. Al principio se llamaban La Bandina les 47, haciendo referencia a las 47 000 pesetas con las que presupuestaba por entonces cualquier actuación el Ayuntamiento de Aller. Cuando en un cartel del Festival Folk de Plasencia el nombre apareció acortado como La Bandina, les gustó y decidieron dejarlo así.
En 2002 editan su primer álbum, Pa baiḷḷar (FonoAstur). En junio de 2005, también en Fonoastur, publican su segundo disco, ...de romandela. En él se aprecia una evolución que lo lleva a ser un éxito de público y crítica, llegando a ser considerado por algunos como uno de los mejores álbumes de la historia del folk asturiano, y consolidando a La Bandina como uno de los grupos más reconocidos en su género.
El grupo celebró en agosto de 2006 su décimo aniversario ampliando su formación y celebrando un concierto especial en Gijón que será editado en un CD-DVD.
El sonido de La Bandina es original y diferente de los estilos más frecuentes en el folk asturiano, con instrumentos poco usuales, como la zanfona, además de una original sección de percusión con bombo, tambor, congas y darbukas. Sus discos incluyen diversas colaboraciones vocales (entre las que destaca la de Anabel Santiago), y también instrumentales. Su apuesta más rompedora hasta ahora ha sido un remix electrónico del tema Na caleya, del que se realizó un videoclip que consiguió bastante popularidad.
El repertorio del grupo incluye piezas tradicionales, pero también muchas composiciones propias, y siempre cantan en asturiano.
Actuaron en el Festival Intercéltico de Lorient (Bretaña), la Rua Viva en Évora (Portugal), el Festival Interceltique de Provence (Francia), el Cornemuses d’Europe de Bourgogne (Francia) y la Fête de la Vielle de Anost (Francia).

## Componentes
- Santi Caleya: saxofón, gaita, bombarda
- Merce Santos: zanfona
- David Varela: acordeón, voz
- Pablo Pumarada: percusiones
- Juanjo Díaz: percusiones
- Dani Jiménez: bajo eléctrico
- Agus Lara: trompeta, fliscorno
- Toño Gómez: trombón, bombardino

### Antiguos componentes
- Octavio Trapiella: acordeón
- Manolo Durán: percusiones

## Discografía
- Pa baiḷḷar (FonoAstur, 2002)
- ...de romandela (FonoAstur, 2005).
- 13 (L'aguañaz, 2008).